# Grímsey

Mapa da Islândia, com indicação da localização de Grímsey a norte da ilha principal

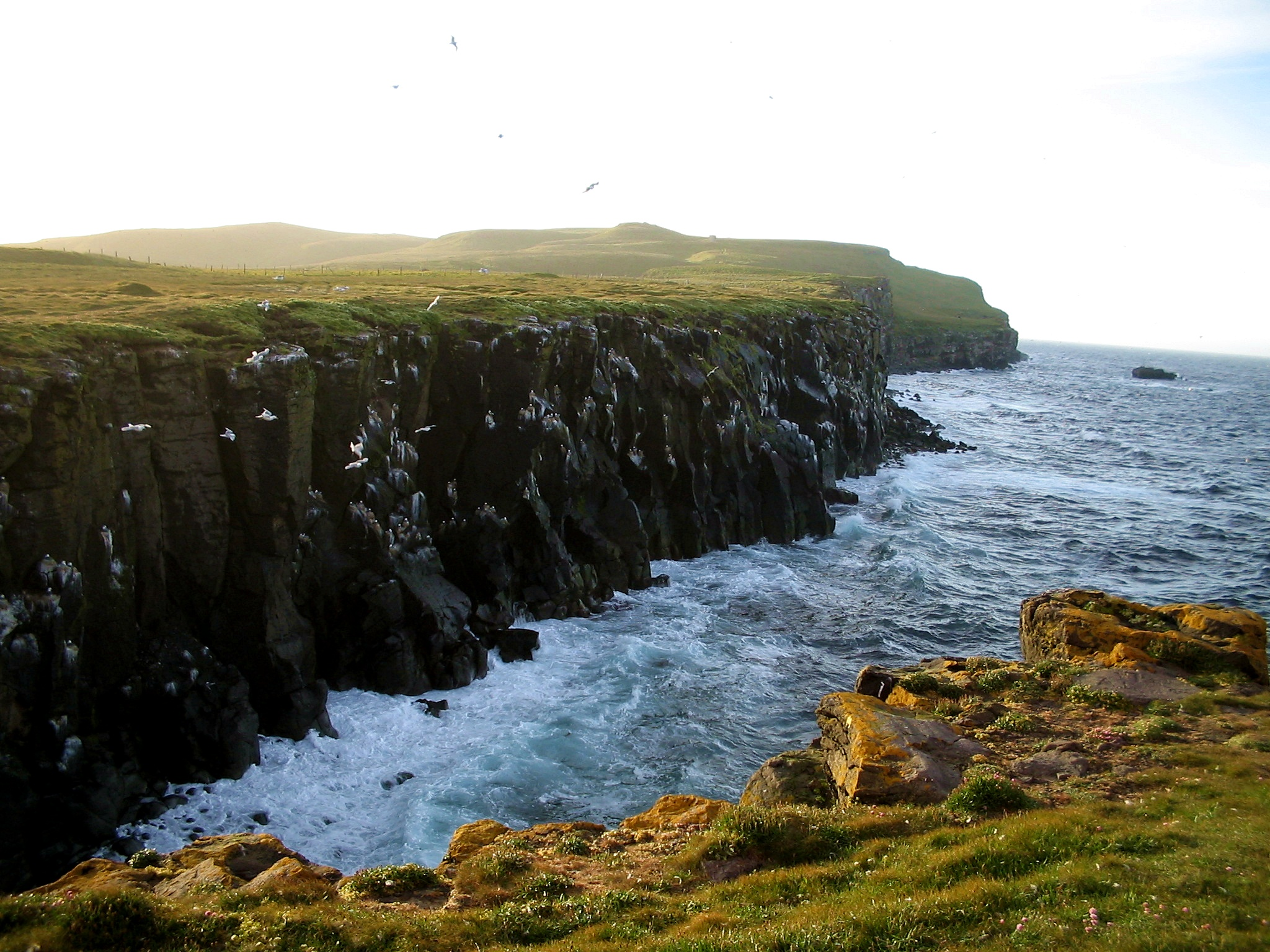
Falésias em Grímsey

Grímsey é uma pequena ilha islandesa, situada 40 km a norte da Islândia, atravessada pelo Círculo Polar Ártico, com coordenadas 66°33'17"N, 018°01'03"W, e cujo ponto mais elevado se encontra a uma altitude de 105 metros. A terra emersa mais próxima é a ilha de Flatey, 39,4 km a sul. Grímsey é um município (hreppur) e o seu nome administrativo é Grímseyjarhreppur. Pertence ao condado de Eyjafjarðarsýsla.
A sua superfície é de 5,3 km2. É o ponto habitado mais setentrional da Islândia, com uma população de somente 92 habitantes (em 2004). A sua principal indústria é a da pesca. A ilha está ligada ao resto da Islândia (Dalvík) graças a um ferry-boat e dispõe de um pequeno aeroporto (código IATA: GRY), servido por voos regulares até Akureyri.
Grímsey pode tornar-se em breve o território mais setentrional da Islândia, uma vez que o ilhéu de Kolbeinsey, a cerca de 60 km para norte, está a desaparecer rapidamente sob o oceano. A terra habitada mais próxima da ilha Grímsey é a ilha Flatey, Skjálfandi, a 39,4 km a sul.
Grímsey é considerada pela BirdLife International como Área Importante para a Preservação de Aves.

## Ligação externa
- «Informação sobre Grímsey» (em inglês e islandês)